# 角闪石

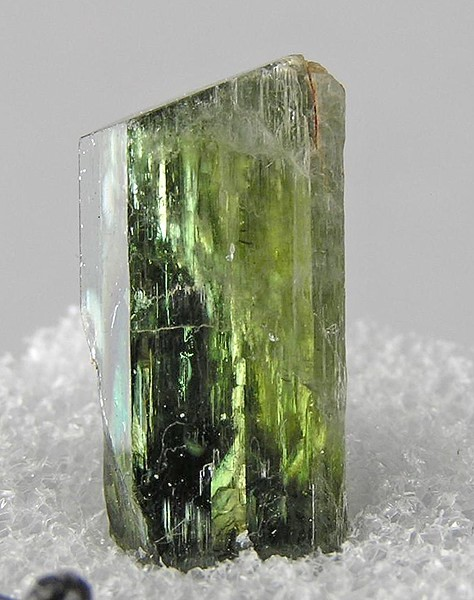
角闪石 (透闪石)

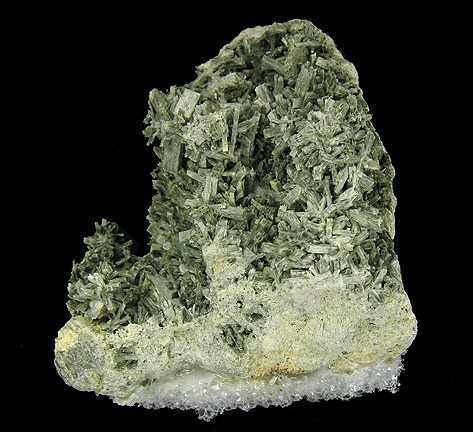
角闪石

角闪石是角闪石系列矿物的总称，根据其晶体结构可以被分为斜方角闪石和单斜角闪石两种。角闪石是含有氢氧根的链状结构硅酸盐。

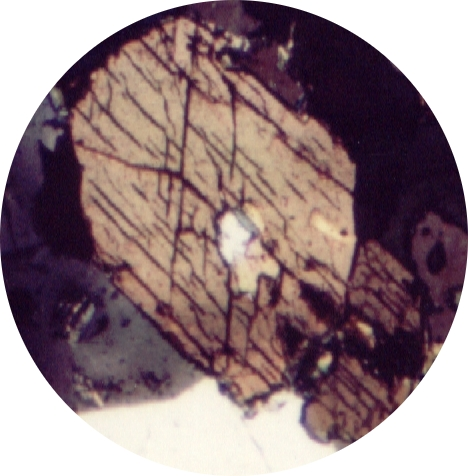
在顯微鏡下的角閃石

## 特性
角閃石於變質岩及火成岩中極普遍存在（分別尤其角閃岩和閃長岩），多由富含鐵鎂礦物的岩石變質而成，在作用發生時，常有矽鐵鎂等物質加入。
顏色為深綠至黑色，其化學成分不定，常隨其母岩之類別而改變，角閃石）常具片理及線構造，依其構造可分為：
1. 粗粒種 等粒、片理不明顯外觀頗似輝長岩
2. 中粒種 等粒、片理顯著
3. 細粒種 等粒、片理甚發達
4. 斑狀種 含斜長石變斑晶

## 產狀
以大凸鏡體夾於大南澳片岩中，其片理與圍岩之片理相同。圍岩多為黑色片岩，此外尚有綠片岩或結晶石灰岩。

## 產地
南澳北溪及大濁水北溪、角閃岩直接與片麻岩相鄰。片麻時含角閃片岩，又在角閃岩中常見煌斑岩、偉晶花崗岩、石英脈等之發育。
台灣之角閃岩的原岩多為基性火成岩及其碎屑岩，小部分原岩為變質岩。 
宜蘭縣南澳、楓樹山、東澳西帽山、粉鳥林烏岩角。

## 成因
地殼下面的岩漿熔體在上升過程中溫度不斷降低，當溫度低於某種礦物的熔點時就會形成該礦物結晶。隨著溫度的持續下降，岩漿中所有的成份會形成一系列的礦物，例如形成橄欖石、輝石、角閃石與雲母等多種礦物。當火山爆發產生的岩漿與熔岩流遭遇空氣後冷卻。如果冷卻過於迅速，來不及形成結晶態的礦物，則會固結成非晶質的火山玻璃。

## 透閃石與角閃石之區別
比重
- 透閃石：2.9 ~ 3.2
- 角閃石：3.28 ~ 3.41

外型
- 透閃石：通常會形成長刃狀晶體。
- 角閃石：通常會形成橫截面為六邊型的稜柱狀晶體。

顏色
- 透閃石：無色、白色、灰色、綠色、粉紅色或棕色。
- 角閃石：綠色、綠棕色、黑色。

透明
- 透閃石：從透明到半透明。
- 角閃石：從半透明到不透明。

此外角閃石的解理通常夾60°或 120°角，也是一個特徵。